# A Sudden Case of Christmas
A Sudden Case of Christmas es una película de comedia navideña estadounidense de 2024 escrita por Peter Chelsom, Tinker Lindsay, Gianluca Bomprezzi, Neri Parenti, Federico Baccomo y Francesco Patierno, dirigida por Chelsom y protagonizada por Danny DeVito y Andie MacDowell. Es el remake de la película italiana de 2022 Improvvisamente Natale.

## Reparto
- Danny DeVito como Lawrence[1]
- Andie MacDowell como Rose[1]
- Wilmer Valderrama[1]
- Lucy DeVito[1]
- Antonella Rose como Claire[1]
- José Zúñiga[1]
- Adrián Dunbar[2]
- Valeria Cavalli[2]
- Mario de la Rosa[2]
- Francisco Salvi[2]
- Denis Conway[2]
- Kate Muda como Johanna[1]
- Matteo Miraglia como Niccoló[1]

## Producción
El 12 de mayo de 2024, se anunció que Danny DeVito, Andie MacDowell y varios otros actores habían sido elegidos para la película.
El 16 de mayo de 2024, se anunció que Shout! Studios adquirieron los derechos de distribución de la película en Norteamérica.

## Estreno
La película se estrenó en formato digital el 7 de noviembre de 2024.